# 默兹河畔博尼
默兹河畔博尼（法語：Bogny-sur-Meuse，法語發音：[bɔɲi syʁ møz]）是法国大東部大區阿登省的一个市镇，位于该省北部，默兹河谷之中，属于沙勒维尔-梅济耶尔区。

## 地理
默兹河畔博尼（49°51'19"N, 4°45'57"E）面积23.16 平方千米，位于法国大東部大區阿登省，该省份为法国北部内陆省份，西接埃纳省，南至马恩省，东临默兹省，北与比利时接壤。
与默兹河畔博尼接壤的市镇（或旧市镇、城区）包括：沙勒维尔-梅济耶尔、达穆济、欧尔梅、默兹河畔茹瓦尼、蒙泰梅、讷夫马尼勒、努宗维尔、图尔纳沃。
默兹河畔博尼的时区为UTC+01:00、UTC+02:00（夏令时）。

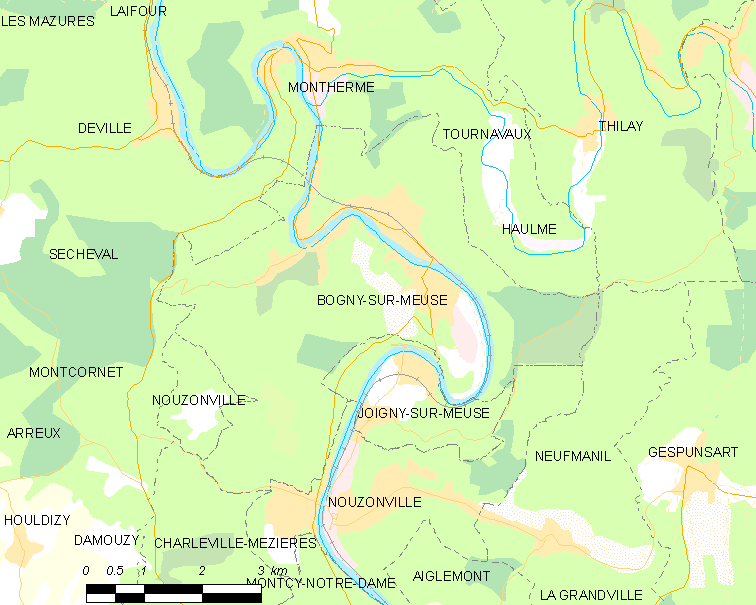
默兹河畔博尼的OSM定位图

## 行政
默兹河畔博尼的邮政编码为08120，INSEE市镇编码为08081。

## 政治
默兹河畔博尼所属的省级选区为默兹河畔博尼县。

## 交通
阿登省省道D1线经过境内。默兹河畔博尼站和蒙泰尔梅站每天开行前往沙勒维尔方向的列车。

## 人口

1962-2008年间默兹河畔博尼人口变化图示

默兹河畔博尼于2022年1月1日时的人口数量为4947人。